# كولونيا بركانية
الكولونيا البركانية (باللاتينية: Brugmansiavulcanicola) نوع نباتي يتبع جنس الكولونيا من الفصيلة الباذنجانية. تسمى (بالإنجليزية: أبواق الملاك)‏ وهي من نباتات الزينة المهمة.

## الموئل والانتشار
موطنها الأصلي جبال الأنديس من كولومبيا إلى الإكوادور في أمريكا الجنوبية. هي من النباتات المهددة بالانقراض.

## الوصف النباتي
تعد نباتات الكولونيا شجيرات أو أشجار صغيرة. الأوراق متموضعة على الساق بشكل متناوب. الأزهار منفردة وكبيرة ومتدلية لونها متدرج من البرتقالي إلى البنفسجي يشبه لون الحمم البركانية، ومن هنا اشتق اسمها. أشجار وشجيرات الكولونيا معمرة تعيش سنين طويلة.

## السمية
تحتوي كل أجزاء الكولونيا على مواد سامة.